# دانغو واتارا
دانغو أبو بكر فيصل واتارا (من مواليد 11 فبراير 2002) هو لاعب كرة قدم محترف في بوركينا فاسو يلعب كمهاجم لنادي بورنموث.